# Bình Thắng, Bù Gia Mập
Bình Thắng là một xã thuộc huyện Bù Gia Mập, tỉnh Bình Phước, Việt Nam.
Xã Bình Thắng có diện tích 97 km², dân số năm 1999 là 8.043 người, mật độ dân số đạt 83 người/km².

## Lịch sử
Ngày 11 tháng 8 năm 2009, Chính phủ ban hành Nghị quyết số 35/NQ-CP. Theo đó, chuyển xã Bình Thắng thuộc huyện Phước Long cũ về huyện Bù Gia Mập mới thành lập quản lý.